# تپه گرگان بابا
تپه گرگان بابا مربوط به هزاره اول قبل از میلاد - دوران‌های تاریخی پس از اسلام است و در شهرستان خوی، بخش مرکزی، روستای گورگان واقع شده و این اثر در تاریخ ۱۰ خرداد ۱۳۸۲ با شمارهٔ ثبت ۸۷۵۳ به‌عنوان یکی از آثار ملی ایران به ثبت رسیده است.